# Adolf Prytz
Adolf Prytz, född 23 februari 1813 i Göteborg, död 25 juli 1870 i Ryd, Västergötland, var en svensk grosshandlare, tobaksfabrikör och konstnär.
Han var son till grosshandlaren Gustaf Rudolf Prytz och Katarina Elisabeth Broms och gift första gången 1839 med Julie Kjellberg och andra gången med Inga Maria Nordblom. Efter studier och praktik på olika handelshus startade han tillsammans med Johan Conrad Wienchen en tobaksfabrik i Göteborg 1847. Han var direktör i Göteborgs Harmoniska sällskap 1863-1870 och Göteborgs konstförenings kassaförvaltare. Hans konst består av topografiska motiv från Göteborg och Västergötland. 